# بابو موهان
بابو موهان (بالتيلوغوية: బాబు మోహన్) هو ممثل هندي، ولد في 19 مارس 1952 في الهند.

## وصلات خارجية
- بابو موهان على موقع IMDb (الإنجليزية)
- بابو موهان على موقع قاعدة بيانات الفيلم (الإنجليزية)